# Alone (Valerio Scanu)
Alone è un singolo del cantante italiano Valerio Scanu, il quarto estratto dal suo quinto album in studio Lasciami entrare e pubblicato il 30 giugno 2015.

## La canzone
Primo brano inedito in lingua inglese della discografia del cantante ad essere pubblicato come singolo, Alone mostra un avvicinamento dell'artista a sonorità dance e un ritorno al soul.
Il brano è stato presentato durante la seconda serata della terza edizione del Summer Festival, dove ha ricevuto una nomination come Rtl 102.5 - Canzone dell'estate 2015.

## Tracce
Testi e musiche di W.O. Knight, Luca Mattioni.
1. Alone – 4:15